# Mrzla jama pri Prestranku
Mrzla jama pri Prestranku este o arie protejată (arie specială de conservare — SAC, sit de importanță comunitară — SCI) din Slovenia întinsă pe o suprafață de 66,12 ha, integral pe uscat.

## Localizare
Centrul sitului Mrzla jama pri Prestranku este situat la coordonatele 45°44′22″N 14°09′56″E / 45.7395°N 14.1656°E.

## Înființare
Situl Mrzla jama pri Prestranku a fost declarat sit de importanță comunitară în aprilie 2004 pentru a proteja 2 specii de animale. Situl a fost protejat și ca arie specială de conservare în februarie 2012.

## Biodiversitate
Situată în ecoregiunea continentală, aria protejată conține 1 habitat natural: Peșteri inaccesibile publicului.
La baza desemnării sitului se află mai multe specii protejate:
- amfibieni (1): proteu de peșteră (Proteus anguinus)
- nevertebrate (1): fluturele-tigru (Callimorpha quadripunctaria)